# Старый источник
ЗАО «Водная компания «Старый источник» (англ. CJSC "Aqua Enterprise "Old Spring") — российская компания, занимающаяся производством и розливом минеральных питьевых вод и безалкогольных напитков. Полное наименование — Закрытое акционерное общество "Водная компания «Старый источник». Штаб-квартира компании расположена в городе Минеральные Воды.

## История
ЗАО "Водная компания «Старый источник» — современный преемник ОАО «Минводыпищепродукт» — старейшее предприятие перерабатывающей промышленности в крае. Компания «Минводыпищепродукт» образовалась в 1998 году после реорганизации винзавода «Минераловодский», созданного в 1925 году.
В конце 60-х годов отдельные цеха стали специализироваться на выпуске безалкогольных напитков.
В 1998 году, выделившись в самостоятельное предприятие по производству безалкогольных напитков и минеральной воды, завод стал называться ОАО «Минводыпищепродукт».
По итогам 2002 года произведено более 15 млн бутылок минеральной и питьевой воды. Выпущена на рынок собственная торговая марка лимонада «Любимый аромат».
В 2006 году выпустили на рынок торговую марку премиум лимонада «Шиппи».
Решением собрания акционеров от 21 ноября 2008 года ОАО «Минводыпищепродукт» переименован в ЗАО "Водная компания «Старый источник».
В 2011 году на заводе введён в работу современный, полностью автоматизированный производственный комплекс. Выпущены на рынок новые марки безалкогольных коктейлей «Shippi Cocktail» и питьевых вод «Джигем» и «Аштау». 2013 год ознаменован для компании выводом на рынок новой торговой марки сокосодержащих лимонадов «Very Berry».

## Собственники и руководство
Основные владельцы компании:
Председатель совета директоров компании — Струговщик Сергей Васильевич.
Генеральный директор — Струговщик Ярослав Сергеевич.

## Деятельность
Продукция компании представлена в большинстве регионов России, а также экспортируется в Эстонию, Литву, Латвию, Туркменистан, Молдавию, Украину, Азербайджан, Израиль, Казахстан, США и Китай.
ЗАО ВК «Старый источник» принимает участие в профессиональных конкурсах. Всего в активе компании более 130 медалей, дипломов и наград, среди которых «100 лучших товаров России», звание «Лидер качества Ставрополья», неоднократное достижение званий «Бренд года» и «Лучший продукт года».

## Продукция компании
Список продуктов, выпускаемых ЗАО "Водная компания «Старый источник»:
- «Ессентуки № 20» — вода питьевая минеральная столовая, газированная.
- «Ессентуки № 2», «Ессентуки № 4» — вода питьевая минеральная лечебно-столовая, газированная.
- «Нагутская-26» — вода питьевая минеральная лечебно-столовая, газированная, тип боржомский.
- «Славяновская» — вода питьевая минеральная лечебно-столовая, газированная.
- «Славянская жемчужина» — вода питьевая минеральная лечебно-столовая, газированная.
- «Смирновская» — вода питьевая минеральная лечебно-столовая, газированная.
- «Ессентуки № 17» — вода питьевая минеральная лечебная, газированная.
- «Аш-тау» — вода питьевая минеральная лечебно-столовая, газированная.
- «Джигем» — вода питьевая, ледникового происхождения, двух видов — газированная и негазированная.
- «Любимый аромат» — линия безалкогольных газированных напитков с различными вкусами (Тархун, Крем Сода, Груша, Лимонад, Барбарис, Байкал, Мохито, Буратино, Дюшес), сделанные по советской ГОСТ-рецептуре.
- «Шиппи» (Shippi Natural Line) — линия безалкогольных среднегазированных напитков, приготовленные по технологии купажа. Согласно данным изготовителя, содержит натуральные экстракты фруктов, ягод и трав, воды ледникового происхождения Большого Кавказского Хребта и натуральный сахар. Производство было запущено весной 2012 года. Представлено 8 различных вкусов этого напитка: Лимонад, Тархун, Крем-сода, Байкал, Лайм-Мята, Барбарис, Груша, Гранат.
- «Shippi Cocktail» — линия безалкогольных среднегазированных напитков. Согласно данным производителя, изготовляются на основе воды ледникового происхождения Большого Кавказского Хребта, натуральных ингредиентов и сахара. Производство было запущено в 2011 году. Являются безалкогольным аналогом популярных коктейлей мира. «Shippi Cocktail» получили награды в конкурсе «Продукт года 2011». Представлено 4 различных вкуса этого напитка: Мохито, Пина колада, Шокоlad, Мохито Клубника. Торговая марка выведена с производства в 2013 году, на сегодняшний день напитки данной ТМ не производятся.
- «Shippi Fresh Lime» — линия безалкогольных среднегазированных напитков. Согласно данным производителя, изготовляются на основе воды ледникового происхождения Большого Кавказского Хребта, натуральных ингредиентов, сока лайма и сахара. Представлено 4 различных вкуса этого напитка: Лайм и бузина, лайм и кола, лайм и мята, лайм и горький лимон. В 2013 году из линейки выведен вкус Лайм и бузина. На сегодняшний день эта ТМ представлена вкусами: Лайм и кола, горький лимон, мохито.
- «Very Berry» — линия безалкогольных среднегазированных сокосодержащих напитков. Согласно данным производителя, изготовляются на основе воды ледникового происхождения Большого Кавказского Хребта, натуральных ингредиентов, концентрированного сока и сахара. Производство было запущено в 2013 году. Представлено 6 различных вкуса этого напитка: Лимон и бузина, Абрикос и имбирь, Ягодный микс, Малина и лимон, Груша и облепиха, Клубника и ревень.

## Химический состав выпускаемых минеральных вод
Химический состав выпускаемых минеральных вод (мг/дм3)
| Состав             | «Славяновская» | «Смирновская» | «Нагутская-26» | «Ессентуки № 2» | «Ессентуки № 4» | «Ессентуки № 17» | «Ессентуки № 20» | «Аш-тау»  | «Джигем»     |
| ------------------ | -------------- | ------------- | -------------- | --------------- | --------------- | ---------------- | ---------------- | --------- | ------------ |
| Скважина           | № 69-бис       | № 69          | № 26-Н         | № 66 и № 2-Б    | № 57-РЭ         | № 47             | Юцкий ист., 2Б   | № 43      |              |
| Гидрокарбонаты     | 1200—1500      | 1200—1500     | 2300-4300      | 1000-2000       | 3900-4900       | 5000-7000        | 250-500          | 2200-4300 | ≤350         |
| Сульфаты           | 800—1000       | 800—1000      | 50-250         | 900-1700        | <25             | <150             | <250             | 50-300    | ≤250         |
| Хлориды            | 250—350        | 250—350       | 150-600        | 200-750         | 1100—1900       | 1200—2200        | <200             | 150-650   | ≤150         |
| Кальций            | 250—350        | 250-350       | <100           | 100-350         | <150            | <150             | 50-250           | <200      | ≤100         |
| Магний             | <50            | <50           | <100           | <100            | <100            | <150             | <100             | <100      | ≤50          |
| Натрий + Калий     | 600—800        | 600-800       | 800-1500       | 800-1500        | 2000-3000       | 2700-3700        | <200             | 1000-3000 | ≤20          |
| Кремниевая кислота | 30-90          | 30-90         |                | 30-80           |                 | 30-80            |                  |           |              |
| Минерализация      | 3,0 — 4,0      | 3,0 — 4,0     | 3,8 — 7,5      | 3,0 — 6,5       | 7,0 — 10,0      | 9,2 — 13,0       | 0,3 — 1,4        | 3,5-7,8   | 50-1000 мг/л |